# Meret Oppenheim
Meret Elisabeth Oppenheim (* 6. Oktober 1913 in Charlottenburg, heute Berlin; † 15. November 1985 in Basel) war eine in Deutschland geborene Künstlerin und Lyrikerin des Surrealismus mit familiären Wurzeln in der Schweiz.

## Leben

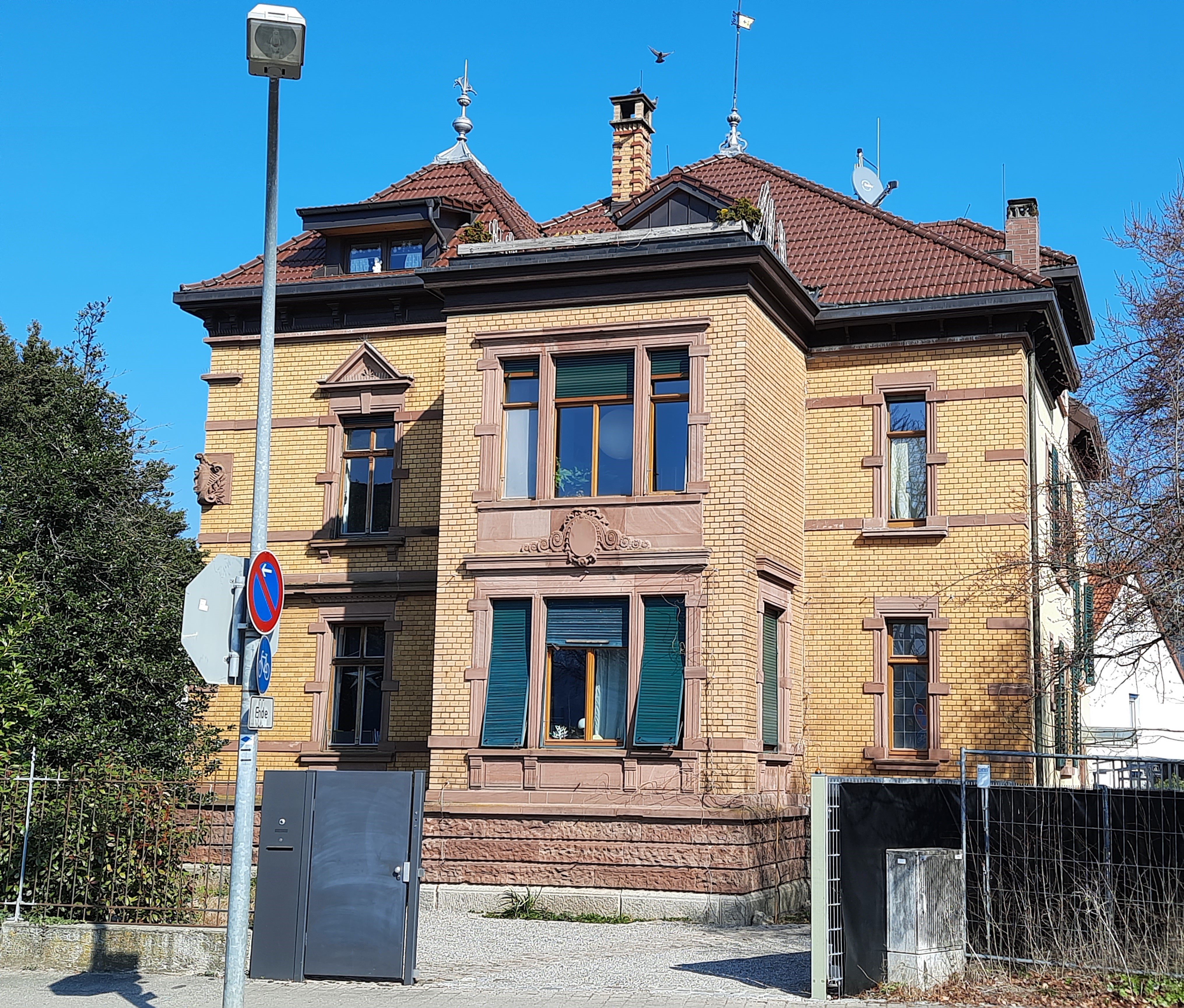
Elternhaus von Meret Oppenheim in Steinen (Baden), sie lebte hier von 1914 bis 1932

Meret Oppenheim wurde 1913 als Kind des deutsch-jüdischen Arztes Erich Alfons Oppenheim und seiner Schweizer Frau Eva Wenger, einer Tochter von Lisa Wenger, geboren. Ihre jüngere Schwester war die Ethnologin Kristin Oppenheim. Ihren Namen erhielt sie nach Gottfried Kellers Meretlein aus dem Grünen Heinrich. Trotz der jüdischen Herkunft ihres Vaters wurde Meret Oppenheim evangelisch erzogen. Während des Ersten Weltkrieges zog sie mit ihrer Mutter nach Delémont ins Haus der Grosseltern. Von 1914 bis 1932 lebte die inzwischen auf drei Kinder angewachsene Familie in Steinen bei Lörrach, nahe der Schweizer Grenze.
Nach Absolvierung der Volksschule besuchte Meret Oppenheim die Oberrealschule in Schopfheim, eine Privatschule in Zell, die Rudolf-Steiner-Schule in Basel, das Herrnhuter Mädcheninternat in Königsfeld im Schwarzwald und die Oberschule in Lörrach. Ihre Lieblingsfächer waren Deutsch, Geschichte, Zeichnen und Naturkunde.
Schon ihre Grossmutter Lisa Wenger hatte in Düsseldorf die Kunstakademie besucht und war Malerin und Kinderbuchautorin geworden. So kam Meret Oppenheim frühzeitig in Kontakt zu Kunstschaffenden, aber auch mit dem Schriftsteller Hermann Hesse, der mit ihrer Tante Ruth Wenger bei zumeist grosser geographischer Distanz knapp drei Jahre lang verheiratet war.
Durch den Sohn des mit der Familie befreundeten Bildhauers Carl Burckhardt, Titus Burckhardt, kam Oppenheim in Kontakt mit den Basler Künstlern Walter Kurt Wiemken, Walter Bodmer, Otto Abt und Irène Zurkinden. Um das Jahr 1931 verliess sie die Schule und entschloss sich, Malerin zu werden.
Im Mai 1932 fuhr sie mit ihrer Freundin Irène Zurkinden nach Paris. Dort lernte sie Alberto Giacometti und Hans Arp kennen, die von ihren Arbeiten fasziniert waren und sie einluden, im Salon des Surindépendants auszustellen. Im Herbst 1933 machte sie die Bekanntschaft von Max Ernst, mit dem sie eine bis in das folgende Jahr andauernde Liebesbeziehung hatte. Man Ray fotografierte sie 1933 in dem Bildzyklus Érotique voilée, was ihr den Ruf der «Muse der Surrealisten» einbrachte.
In dieser Zeit, in der sie in den Kreisen von André Breton und Marcel Duchamp verkehrte, entstanden einige Kunstobjekte. Darunter waren das Déjeuner en fourrure («Frühstück im Pelz») aus dem Jahr 1936 – eine pelzbezogene Kaffeetasse (mit Untertasse und Löffel), die im selben Jahr auf der Londoner International Surrealist Exhibition gezeigt wurde – und Ma Gouvernante («Mein Kindermädchen»), die von Alfred Barr jr. für das Museum of Modern Art in New York erworben wurden.
Danach folgte eine Schaffenskrise. Sie kehrte in die Schweiz zurück, wurde Mitglied der Gruppe 33 und besuchte während zweier Jahre die Kunstgewerbeschule in Basel (heute: Schule für Gestaltung Basel), um ihre technischen Fertigkeiten zu verbessern. Im Jahr 1949 heiratete sie Wolfgang La Roche. Mit ihm lebte sie bis zu seinem Tod 1967 in Bern. 1954 war ihre Krise überwunden, und sie bezog ihr eigenes Atelier.

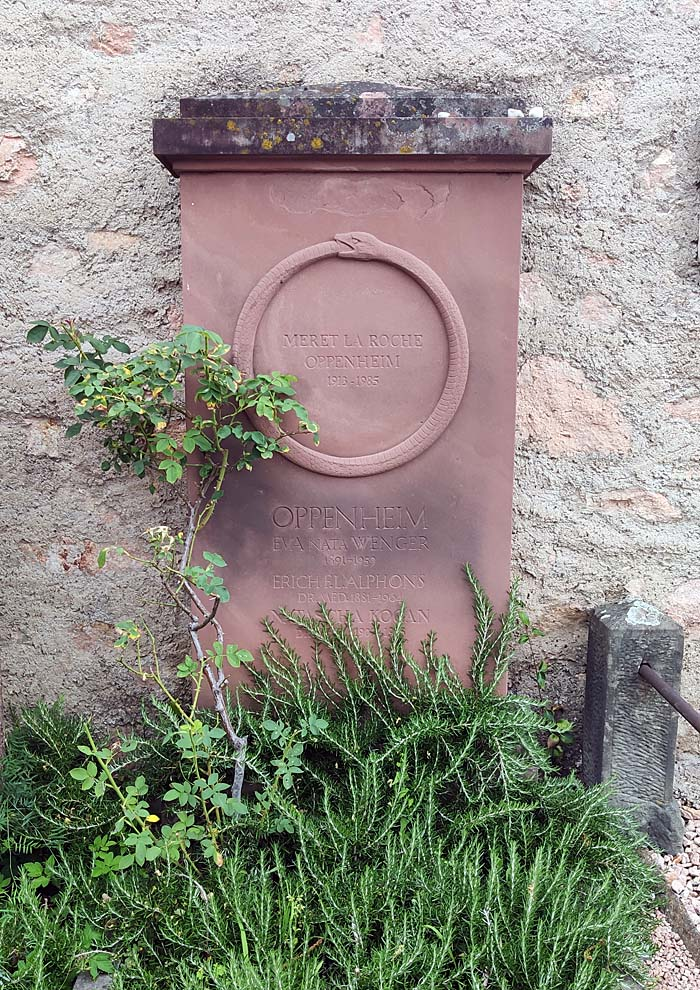
Grab auf dem Friedhof von Carona (Lugano)

Ab 1958 begann ihr intensives Schaffen. Dabei griff Oppenheim oft auf Skizzen, Entwürfe und Ideen ihrer Pariser Zeit zurück. Ab 1972 lebte und arbeitete sie abwechselnd in Paris, Bern und in Carona TI.
Kurz vor ihrem Tod wurde sie Mitglied der Akademie der Künste in Berlin. Am 15. November 1985, am Tag der Vernissage zu ihrem Buch Caroline, starb Meret Oppenheim. Ihre letzte Ruhestätte fand sie im Tessiner Künstlerdorf Carona, in dem sie lange Jahre gelebt hatte.
Oppenheim gilt mit André Breton, Luis Buñuel, Max Ernst und weiteren Künstlern als eine wichtige Vertreterin des Surrealismus.

## Künstlerisches Werk
Meret Oppenheim arbeitete mit verschiedenen Medien. Neben der Malerei, der Anfertigung von Schmuck, Möbeln, Figuren, Plastiken und Skulpturen verfasste sie auch surreale Gedichte.
Bereits als Schülerin schuf sie das Werk «X = Hase» oder «Das Schulheft», in dem sie fragte: «Wenn Mathe-Gleichungen Wurzeln hätten, wo würden denn dann die Hasen bleiben?» 1981 erschien eine Publikation ihrer Gedichte mit Serigraphien unter dem Titel Sansibar, und daran schloss sich eine ähnliche Arbeit mit dem Titel Caroline an. Einige ihrer poetischen Werke sind in der Phonothek in Lugano abrufbar.
Oppenheim griff für ihre Werke Alltagssituationen auf, wie z. B. im Werk «Frühstück im Pelz», bei dem sie den kalt gewordenen Kaffee zum Sujet machte. Das Werk wurde zu einem der Leitwerke des Surrealismus.
Sie arbeitete mit der im Surrealismus verwendeten Technik des Cadavre Exquis, die das Bewusste mit dem Unbewussten verbindet.
1956 entstanden Kostüme und Masken für Daniel Spoerris Inszenierung von Picassos Theaterstück Wie man Wünsche am Schwanz packt.
1983 wurde der von ihr geschaffene Meret-Oppenheim-Brunnen auf dem Waisenhausplatz in Bern eingeweiht, und 1985 schuf sie eine Brunnenskulptur für die Jardins de l’ancienne école Polytechnique in Paris. 1984 erschien in der Kunstrevue TROU Nr. 4 eine Arbeit von ihr, für die Vorzugsausgabe kreierte sie die Originalgraphik mit dem Abdruck ihrer eigenen Hand.
2012 wurden weitere, bisher unbekannte Zeichnungen gefunden. Diese wurden 2019 kunstwissenschaftlich ausgewertet.
Oppenheim hat die Rolle der Frau als Muse ebenso reflektiert wie das Weibliche im Werk von männlichen Kunstschaffenden. In einem Gespräch von 1972 äusserte sie die Devise «Don’t cry, work» («Nicht weinen, arbeiten»). Der deutsche Schriftsteller Rainald Goetz verwendete das Zitat 1983 als Untertitel seines Romandebüts Irre, was es zum geflügelten Wort werden liess. Anlässlich der Verleihung des Kunstpreises der Stadt Basel formulierte sie in ihrer Dankesrede «Die Freiheit wird einem nicht gegeben, man muss sie nehmen».
Ihr literarischer Nachlass befindet sich im Schweizerischen Literaturarchiv in Bern.

## Werke (Auswahl)
- Illustrationen zu Lisa Wengers Aber, aber Kristinli. Schweizerisches Jugendschriftenwerk 1935, SJW-Heft Nr. 48. Reprint 2006, ISBN 3-7269-0520-0
- Déjeuner en fourrure («Frühstück im Pelz»). 1936, Museum of Modern Art, New York[12][13]
- Ma gouvernante – my nurse – mein Kindermädchen. Objekt, 1936, Museum of Modern Art, New York
- Der grüne Zuschauer (Einer der zusieht, wie ein anderer stirbt). 1933/1977, Duisburg, Kant-Park
- Meret-Oppenheim-Brunnen, Bern
- Tisch mit Vogelfüssen. Möbel 1939, Privatbesitz[14]
- Leute auf der Strasse. Gemälde, Kunstmuseum Bern
- Verzauberung. Gemälde, Kunstmuseum Bern
- Die Spirale (Der Gang der Natur). Brunnenskulptur, Montagne Ste Geneviève, Paris
- Brunnenskulptur, 1985, Jardins de l’ancienne école Polytechnique, Paris
- Hermes. 1996/1999, Brunnen, vergrößerte Ausführung nach einem Gipsmodell von 1966 aus dem Nachlass, Bronze, 250 × 190 cm im Skulpturengarten Il Giardino von Daniel Spoerri, Seggiano

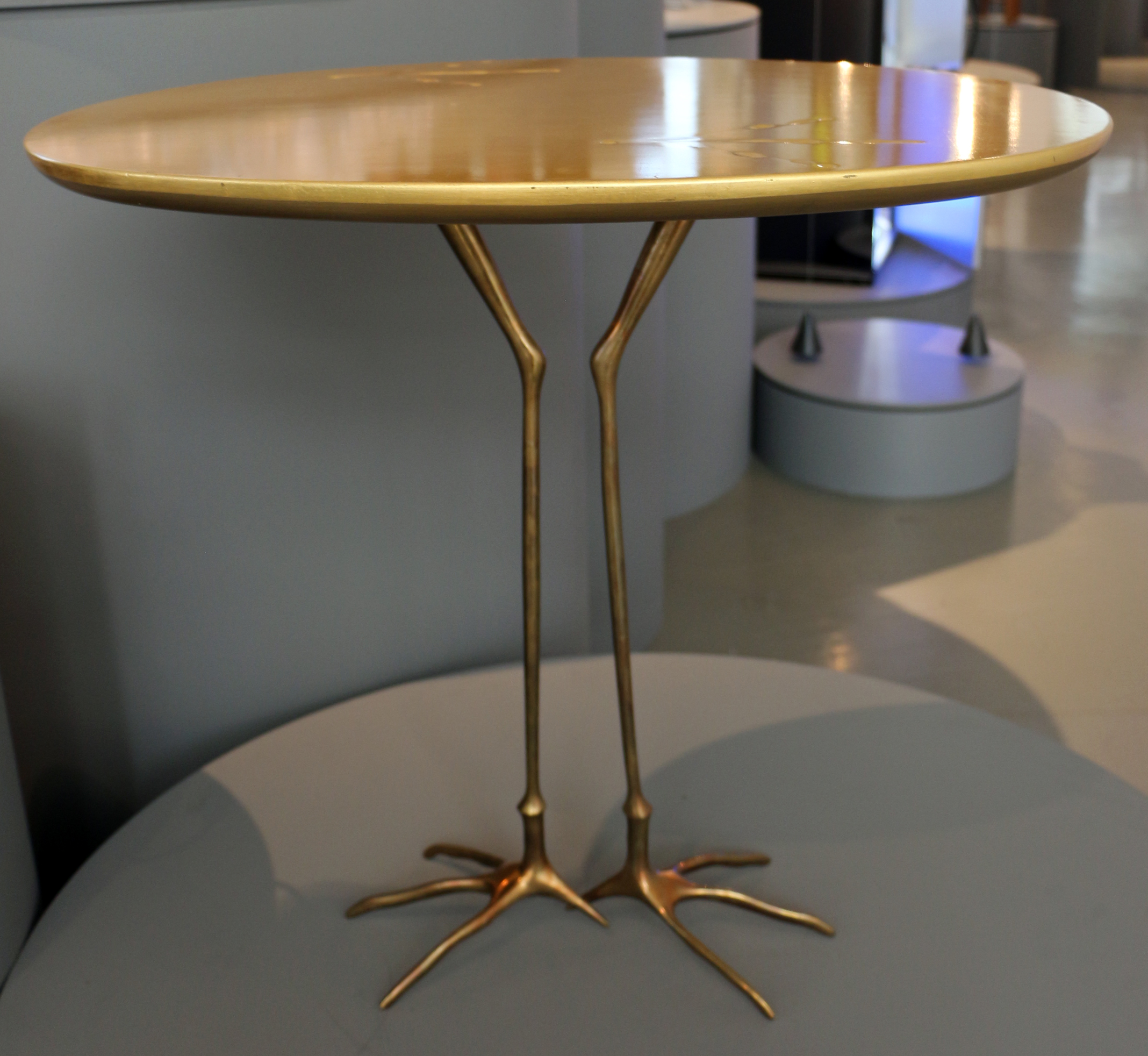
Tisch mit Vogelfüssen
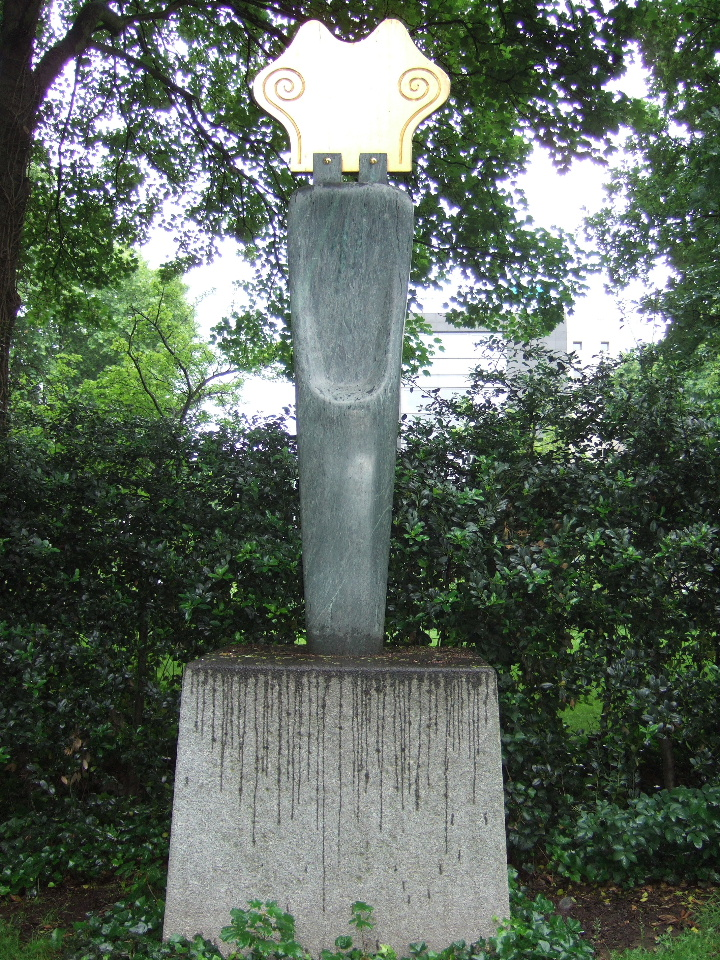
Der grüne Zuschauer, Duisburg
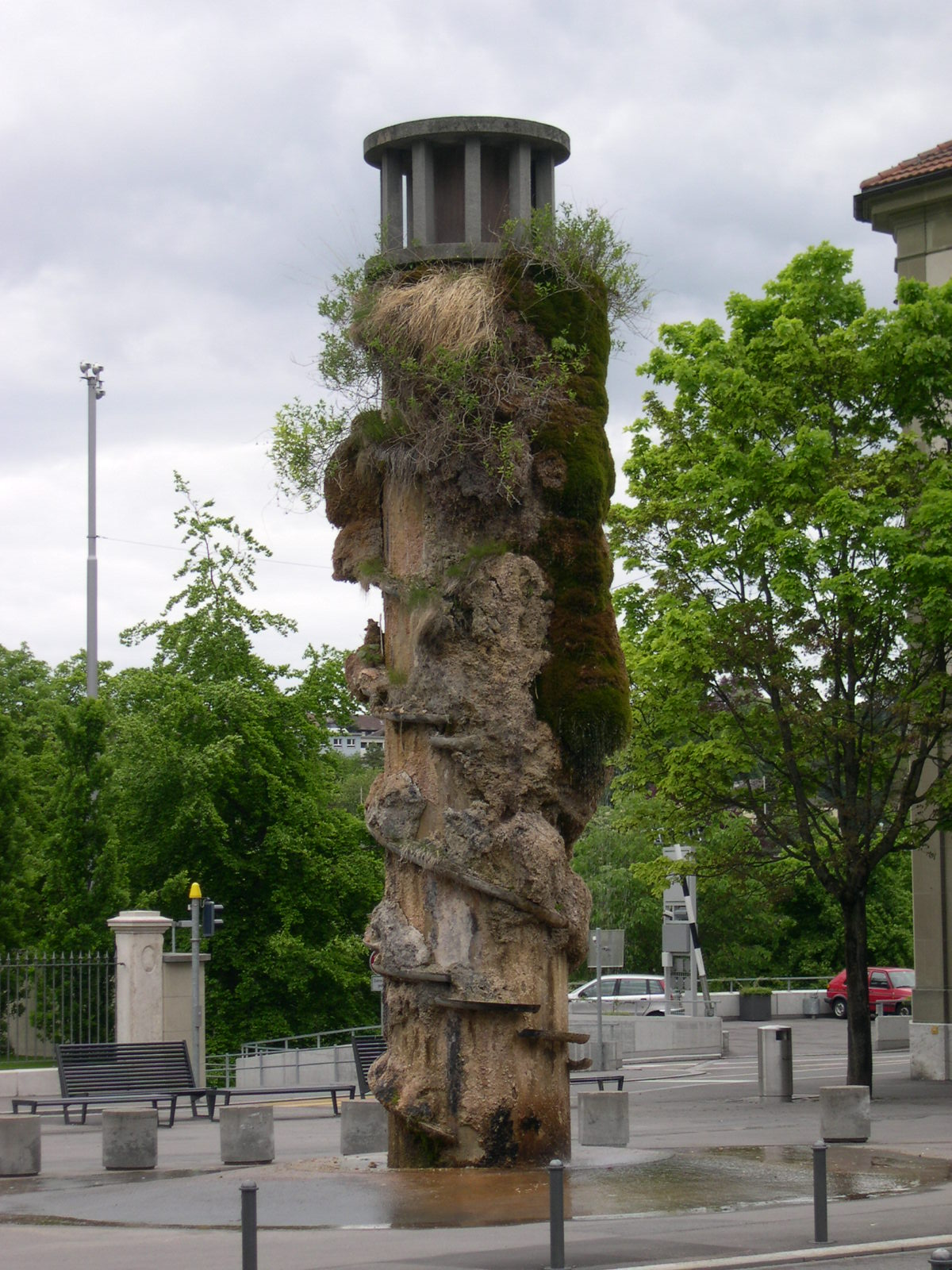
Meret-Oppenheim-Brunnen, Bern
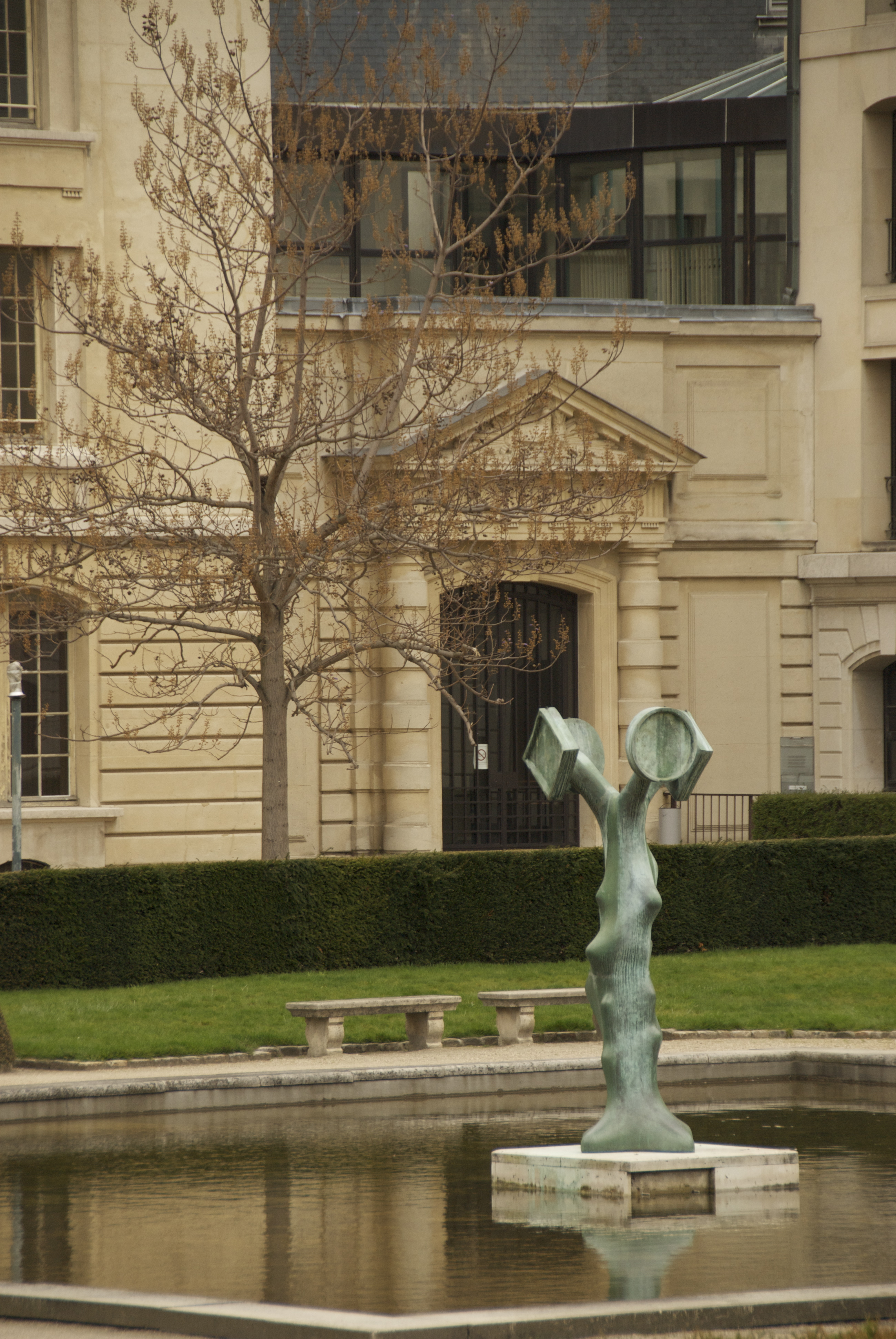
Brunnen, école Poly-technique, Paris
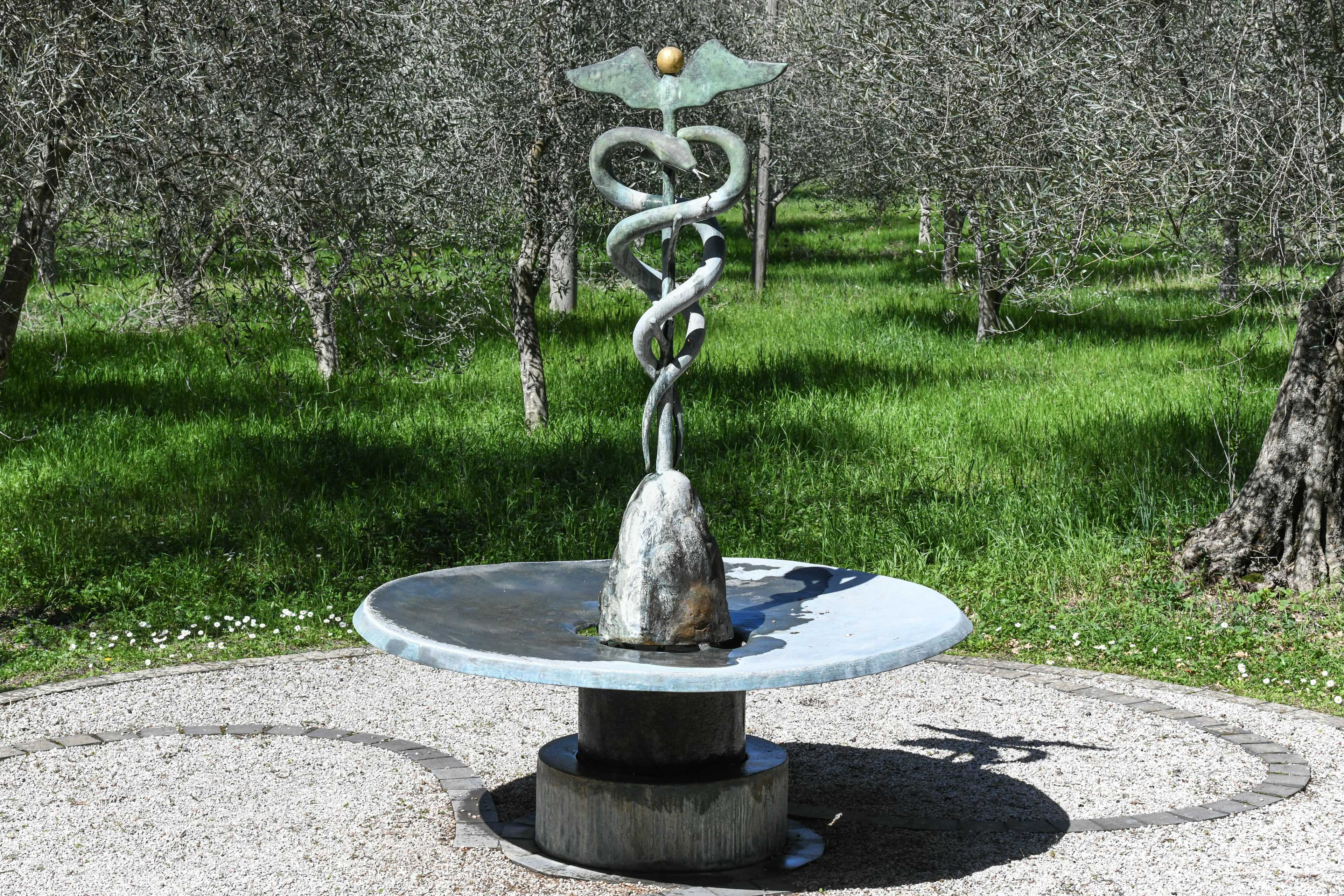
Hermes-Brunnen, Seggiano
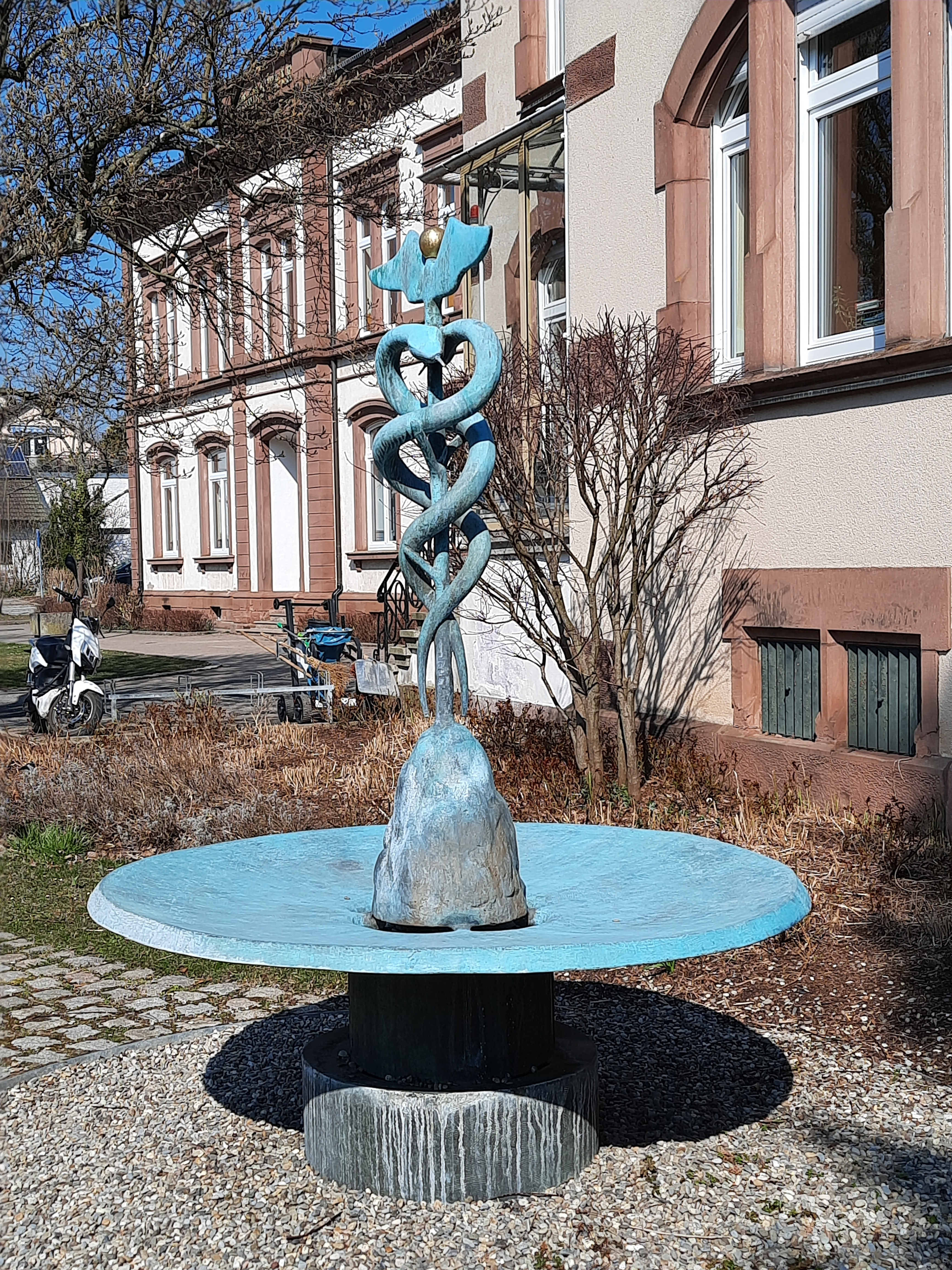
Brunnen nach einem Modell Oppenheims, Steinen

## Ausstellungen (Auswahl)
- 1936: Galerie Marguerite Schulthess, Basel (EZ).
- 1936: International Surrealist Exhibition. New Burlington Galleries, Burlington Gardens, London.
- 1936: Fantastic Art, Dada, Surrealism. Museum of Modern Art, New York.
- 1967: Retrospektive. Moderna Museet, Stockholm (EZ).
- 1974: Retrospektive. Kunstmuseum Solothurn, Schweiz.
- 1982: documenta 7, Kassel.
- 1984: Musée d’art moderne de la Ville de Paris (EZ).
- 1987: Meret Oppenheim. Legat an das Kunstmuseum Bern. Kunstmuseum Bern (EZ).
- 1989: Institute of Contemporary Arts, London (EZ).
- 1992: Territorium Artis. Kunst- und Ausstellungshalle der Bundesrepublik Deutschland.
- 1996: Solomon R. Guggenheim Museum (EZ).[15]
- 2013: Meret Oppenheim. Retrospektive. Martin-Gropius-Bau[16], Berlin, und Bank Austria Kunstforum Wien[17].
- 2021/22: Meret Oppenheim. Mon Exposition. Kunstmuseum Bern.

## Auszeichnungen und Ehrungen
- 1974 erhielt sie den Kunstpreis der Stadt Basel.
- 1982 wurde sie mit dem Grossen Preis der Stadt Berlin geehrt.
- 1997 wurde in Steinen (Landkreis Lörrach) der Förderverein Meret Oppenheim gegründet, um ihr Werk einer breiten Öffentlichkeit zugänglich zu machen.[18]
- In Basel wurde 2003 der Bau der Passerelle am Bahnhof SBB abgeschlossen und die Strasse darunter ihr zu Ehren Meret-Oppenheim-Strasse benannt.
- Im Jahr 2019 wurde in Basel von den Architekten Herzog & de Meuron ein Hochhaus fertiggestellt, welches ebenfalls ihren Namen trägt (Meret Oppenheim Hochhaus).
- Der Schweizer Kunstpreis Prix Meret Oppenheim ist nach ihr benannt.
- Im Juli 2013 erhielt das aus Grund-, Real- und Werkrealschule bestehende Schulzentrum Steinen den Namen Meret-Oppenheim-Schulzentrum Steinen.[19]
- Am 6. Oktober 2014 wurde an ihrem Geburtshaus in der Joachim-Friedrich-Strasse 48, in Berlin-Halensee, eine Berliner Gedenktafel enthüllt.[20]

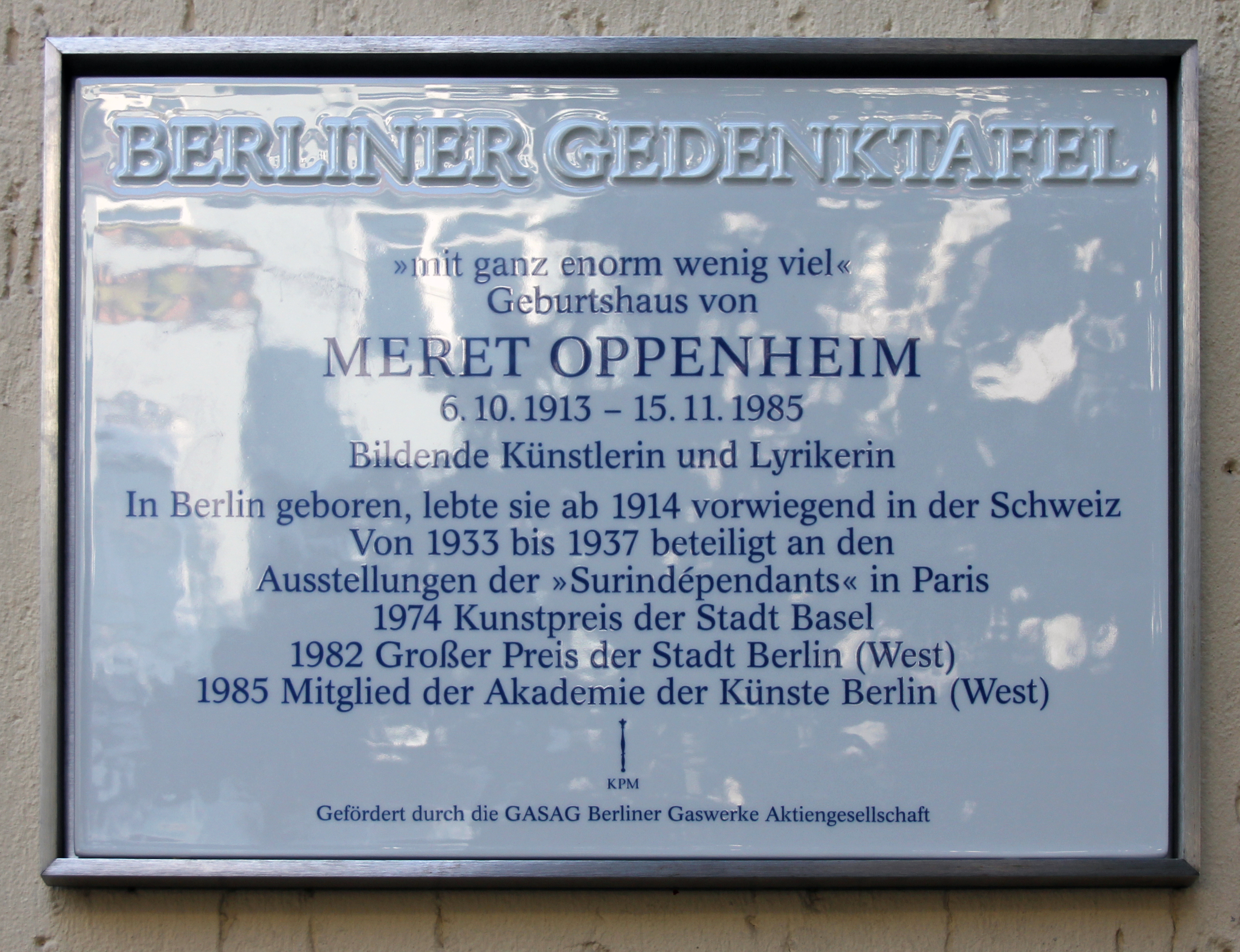
Gedenktafel, Berlin-Halensee
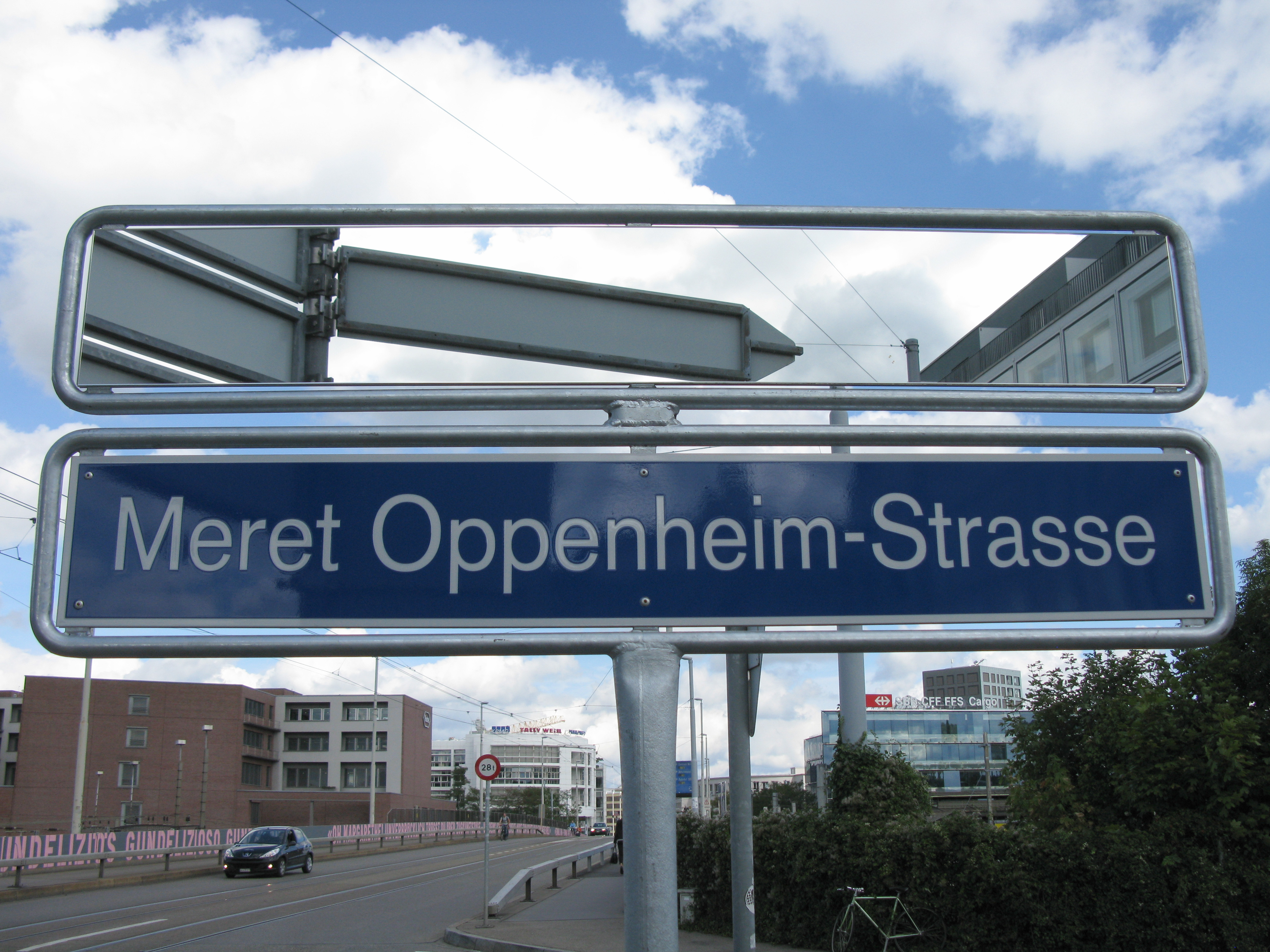
Meret-Oppenheim-Strasse, Basel
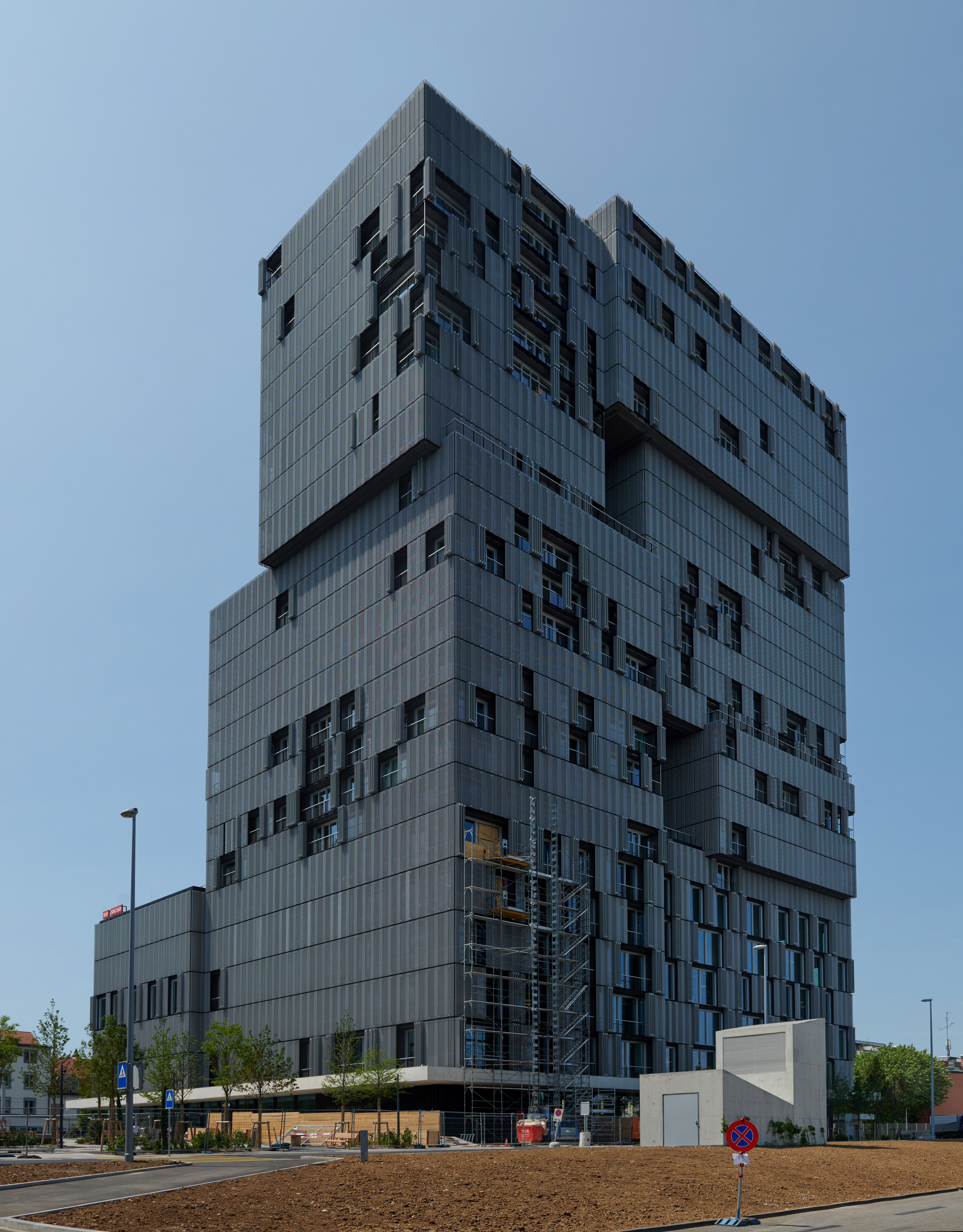
Meret Oppenheim Hochhaus, Basel

## Dokumentationen
- Daniela Schmidt-Langels: Meret Oppenheim – Eine Surrealistin auf eigenen Wegen. Kobalt Productions/SRF/ZDF, 2013 (55 min).
- Daniela Schmidt-Langels, Otto Langels: «Frühstück in Pelz» – Die Welt der Meret Oppenheim. Deutschlandfunk 2013 (49 min).[22]